# Великолепная Ориноко
«Великолепная Ориноко» (фр. Le Superbe Orénoque) — приключенческий роман 1894 года французского писателя Жюля Верна, впервые опубликованный 15 декабря 1898 года в рамках цикла «Необыкновенные путешествия» в ноябрьском номере журнала Magasin d'éducation et de récréation издателем Этцелем.

## Сюжет
История рассказывает о путешествии в Венесуэле по реке Ориноко молодой Жанны с её покровителем сержантом Марсьялем в поисках своего отца, полковника де Кермора, исчезнувшего несколько лет назад. Во время путешествия к героям присоединяются два молодых француза. Вместе они преодолевают разные трудности и вступают в схватку с бандитами.
Герои приключенческого романа Жюля Верна путешествуют по реке Ориноко и подвергаются многочисленным опасностям. Цель их путешествия — поиски отца героини и установление истины относительно происхождения великой реки тремя венесуэльскими географами, каждый из которых утверждает, что притоки Атабаро, Гуавьяре и собственно Ориноко — и есть сама река Ориноко. Роман излагает географические подробности реки Ориноко, описывает нравы и быт местных индейцев.

## История создания и публикация
Исследования верховьев реки Ориноко начались лишь с 1872 года и продолжались следующие 15 лет, причём изыскания проводили по большей части французские учёные (включая Жана Шафанжона). Труды путешественников широко использовались Жюлем Верном при написании романа. Однако и после этих исследований ещё полвека верховья великой реки и соседнее Гвианское нагорье оставались плохо знакомы цивилизованному миру. Именно здесь через 10 лет поместил свой «Затерянный мир» Артур Конан Дойл.
Роман написан за три месяца в 1894 году. Издателю для печати он был отправлен в 1897 году. Первая публикация романа — в журнале Этцеля «Magasin d’Éducation et de Récréation» с 1 января по 15 декабря 1898 года. Во время публикации автор вносит некоторые географические уточнения, в том числе на карту к роману.
В отдельном издании роман первоначально был выпущен в двух книгах, первая — 23 июня, и вторая — 14 ноября 1898 года. Обе они были проиллюстрированы Жоржем Ру. 24 ноября 1898 года вышло большое иллюстрированное издание романа (72 иллюстрации Жоржа Ру, некоторые из них цветные); это был 34-й «сдвоенный» том «Необыкновенных путешествий».